# Wilhelm Kempin
Wilhelm Kempin (* 21. Juni 1885 in Osternburg; † 30. März 1951 in Oldenburg) war ein deutscher Landschaftsmaler.

## Leben und Werk

Winterwald mit Bach; Öl auf Holz

Kempin entstammte einer alten Glasbläserfamilie aus dem Regierungsbezirk Stettin und war das zweite Kind des Glasmachers Ludwig Ferdinand Richard Kempin und dessen Ehefrau Carolina geb. Petzold. Nach dem Schulbesuch, von dem er die beiden letzten Jahre bei den Großeltern in Pommern verbrachte, trat er 1900 eine Lehre unter seinem Vater in der Glashütte in Osternburg an. In seiner Freizeit nahm er über zehn Jahre lang Malstunden bei dem im benachbarten Kreyenbrück lebenden Gerhard Bakenhus. Erste künstlerische Erfolge weckten das Interesse des Leiters der Glashütte, August Schultze , der ihn 1910 mit der Anfertigung mehrerer Gemälde als Schmuck neuer Schiffe der Oldenburg-Portugiesischen Dampfschiffs-Reederei, der Schultze ebenfalls vorstand, beauftragte. Um sich mit maritimen Motiven vertraut zu machen, reiste Kempin mit einer Freipassage nach Portugal. Durch diese Anerkennung ermutigt, trat er 1911 Jahr in die gerade verstaatlichte Kunstschule in Weimar ein, deren Leiter Fritz Mackensen war. Hier genoss die Landschaftsmalerei einen besonderen Stellenwert. In den folgenden vier Jahren besuchte Kempin die Naturklasse von Professor Max Thedy und erhielt als dessen Meisterschüler ein kostenloses Atelier innerhalb der Akademie.
Nach dem Ersten Weltkrieg war Kempin durch die wirtschaftlich schwierige Situation der Hochschule gezwungen, nach Oldenburg zurückzukehren. Hier widmete er sich der Weite und Vielfalt der Oldenburger Landschaft und fand in der Folgezeit vielfältige Anregungen zu seinen Bildern. 1922 heiratete er die Malerin Helene Schulz-Dubois (1896–1944) aus Frankfurt, die nach einer Ausbildung als Zeichen- und Turnlehrerin die Akademie der Bildenden Künste München und die Kunstschule in Frankfurt a. M. besucht hatte.
1925 bezog die Familie ein Haus mit Atelier in Kreyenbrück, das, obwohl stadtnah gelegen, mit dem dortigen Geestrücken, Moor und Niederungsgebieten ein noch relativ intaktes Landschaftsbild bot. Kempins Frau hatte an dem künstlerischen Werdegang ihres Mannes entscheidenden Anteil. Sie stellte ihr eigenes zeichnerisches Talent hinter den Dienst für die Familie zurück, sorgte für die Erziehung der vier Kinder und trug danach durch ihre Rückkehr in den Lehrerberuf zum Unterhalt der Familie bei.
Kempin war von 1937 bis 1942 auf fünf Großen Deutschen Kunstausstellungen in München vertreten.

## Stil
Obwohl Kempin ab 1922, abgesehen von einigen Reisen, ständig in Oldenburg lebte und die Motive seiner Arbeiten in der heimatlichen Landschaft suchte, ist er nicht der Gruppe der oldenburgischen Heimatmaler zuzuordnen. In seinen Bildern steht nicht die topographisch genaue Wiedergabe von Örtlichkeiten im Vordergrund und bis auf wenige Ausnahmen, für die genaue Angaben vorliegen, sind die Landschaftsausschnitte nicht zu lokalisieren. Die Malerei ist hier einem unmittelbaren Bezug enthoben und in eine andere Dimension transponiert. Schon sehr früh löste sich Kempin vom Vorbild seiner Lehrer und fand zu einem eigenen künstlerischen Stil.

## Ehrungen
Nach ihm ist die Wilhelm-Kempin-Straße in Oldenburg benannt.